# Garazi Sánchez
Garazi Sánchez (Guecho, 17 de febrero de 1992) es una deportista, surfista y cineasta española. 

## Biografía
Sánchez comenzó a surfear a los siete años con una tabla Hang Ten.
Fue una Campeona Española dos veces y subcampeona del circuito europeo en 2017. En 2019 sufrió un accidente entrenando en la playa francesa de Hossegor y tuvo una lesión de columna.
Es directora y productora del documental Vergüenza.
Embajadora de marcas como Michelin, Subaru, Iberdrola, Rvca e Isdin.

"No podemos ser perfectos, pero sí mejores."
Garazi Sánches, junio de 2022.